# Palo Solo
Palo Solo ist eine Ortschaft in Uruguay.

## Geographie
Sie befindet sich im südlichen Teil des Departamento Soriano in dessen Sektor 3. Palo Solo liegt westlich von Perseverano und östlich von Agraciada unmittelbar an der Grenze zum Nachbardepartamento Colonia. In nordwestlicher Richtung ist Cañada Nieto gelegen. Zudem entspringt ebenfalls im Nordwesten unweit des Ortes der Arroyo Chileno. Im Süden bzw. Südosten liegen in wenigen Kilometern Entfernung die Quellen des Arroyo Sauce und des Arroyo de las Víboras.

## Einwohner
Palo Solo hatte bei der Volkszählung im Jahre 2004 211 Einwohner.
| Jahr | Einwohner |
| ---- | --------- |
| 1963 | 55        |
| 1975 | 56        |
| 1985 | 175       |
| 1996 | 183       |
| 2004 | 211       |

Quelle: Instituto Nacional de Estadística de Uruguay